# Mathias Jensen
Mathias Jensen, né le 1er janvier 1996 à Jerslev au Danemark, est un footballeur international danois, qui évolue au poste de milieu de terrain au Brentford FC.

## Biographie

### En club
Le 1er juillet 2015, il signe son premier contrat professionnel avec le FC Nordsjaelland. En 2018, au vu de ses bonnes performances, il est décrit comme l'un des grands espoirs du club.
Le 10 juillet 2019 Mathias Jensen rejoint le club anglais du Brentford FC,.

### En équipe nationale
Avec les espoirs, il participe au championnat d'Europe espoirs en 2017. Lors de cette compétition, il joue deux matchs, contre l'Allemagne et la Tchéquie.
Mathias Jensen honore sa première sélection avec l'équipe nationale du Danemark le 7 octobre 2020, à l'occasion d'un match amical face aux îles Féroé. Il est titularisé lors de cette rencontre remportée par son équipe sur le score de quatre buts à zéro.
En mai 2021, il est convoqué par Kasper Hjulmand, le sélectionneur de l'équipe nationale du Danemark, dans la liste des 26 joueurs danois retenus pour participer à l'Euro 2020,.
Le 7 novembre 2022, il est sélectionné par Kasper Hjulmand pour participer à la Coupe du monde 2022.
Le 30 mai 2024, Jensen figure dans la liste des 26 joueurs danois retenus par Kasper Hjulmand pour participer à l'Euro 2024,.

## Statistiques
| Saison                | Club                  | Championnat           | Championnat | Championnat | Coupe nationale | Coupe nationale | Coupe de la Ligue | Coupe de la Ligue | Supercoupe | Supercoupe | Compétition(s) continentale(s) | Compétition(s) continentale(s) | Compétition(s) continentale(s) | Play-offs | Play-offs | Total | Total |
| Saison                | Club                  | Division              | M.          | B.          | M.              | B.              | M.                | B.                | M.         | B.         | Comp.                          | M.                             | B.                             | M.        | B.        | M.    | B.    |
| 2015-2016             | FC Nordsjælland       | Superliga             | 5           | 1           | -               | -               | -                 | -                 | -          | -          | -                              | -                              | -                              | -         | -         | 5     | 1     |
| 2016-2017             | FC Nordsjælland       | Superliga             | 22          | 2           | -               | -               | -                 | -                 | -          | -          | -                              | -                              | -                              | -         | -         | 22    | 2     |
| 2017-2018             | FC Nordsjælland       | Superliga             | 35          | 12          | 1               | 0               | -                 | -                 | -          | -          | -                              | -                              | -                              | -         | -         | 36    | 12    |
| 2018-2019             | FC Nordsjælland       | Superliga             | 1           | 0           | 1               | 0               | -                 | -                 | -          | -          | C3                             | 1                              | 0                              | -         | -         | 3     | 0     |
| Sous-total            | Sous-total            | Sous-total            | 63          | 15          | 2               | 0               | -                 | -                 | -          | -          | -                              | 1                              | 0                              | -         | -         | 66    | 15    |
| 2018-2019             | Celta Vigo            | Liga                  | 6           | 0           | -               | -               | -                 | -                 | -          | -          | -                              | -                              | -                              | -         | -         | 6     | 0     |
| Sous-total            | Sous-total            | Sous-total            | 6           | 0           | -               | -               | -                 | -                 | -          | -          | -                              | -                              | -                              | -         | -         | 6     | 0     |
| 2019-2020             | Brentford FC          | Championship          | 39          | 1           | -               | -               | 1                 | 0                 | -          | -          | -                              | -                              | -                              | 3         | 0         | 43    | 1     |
| 2020-2021             | Brentford FC          | Championship          | 45          | 2           | 1               | 0               | 4                 | 0                 | -          | -          | -                              | -                              | -                              | 3         | 0         | 53    | 2     |
| 2021-2022             | Brentford FC          | Premier League        | 31          | 0           | 1               | 0               | 3                 | 0                 | -          | -          | -                              | -                              | -                              | -         | -         | 35    | 0     |
| 2022-2023             | Brentford FC          | Premier League        | 37          | 5           | 1               | 0               | 1                 | 0                 | -          | -          | -                              | -                              | -                              | -         | -         | 39    | 5     |
| 2023-2024             | Brentford FC          | Premier League        | 19          | 3           | 2               | 0               | 2                 | 1                 | -          | -          | -                              | -                              | -                              | -         | -         | 23    | 4     |
| Sous-total            | Sous-total            | Sous-total            | 171         | 11          | 5               | 0               | 11                | 1                 | 0          | 0          | -                              | -                              | -                              | 6         | 0         | 193   | 12    |
| Total sur la carrière | Total sur la carrière | Total sur la carrière | 240         | 26          | 7               | 0               | 11                | 1                 | 0          | 0          | -                              | 1                              | 0                              | 6         | 0         | 265   | 27    |